# Лебап
Лебап (на туркменски: Lebap welaýaty, Лебап велаяты) е един от 5-те вилаета (провинция) в Туркменистан. Площ 93 730 km² (3-то място по големина в Туркменистан, 19,08% от нейната площ). Население на 1 януари 2005 г. 1 334 500 души (3-то място по население в Туркменистан, 20,37% от нейното население). Административен център град Туркменабад. Разстояние от Ашхабад до Туркменабад 619 km.

## Историческа справка
Най-старият град във вилаета е Туркменабад признат за такъв през 1886 г. под името Чарджоу. По време на съветската власт, през 1925 г. за град е признато селището Керки, а всичките останали 13 града във вилаета са утвърдени за такива след признаване на независимостта на Туркменистан през 1991 г. Бившата Чарджоуска област е образувана на 21 ноември 1939 г., а на 10 януари 1963 г. е закрита и районите ѝ са прехвърлени на централно републиканско подчинение. На 14 декември 1970 г. Чарджоуска област е възстановена, а на 14 декември 1992 г. е преименувана на Лебапски вилает с административен център град Туркменабад (бивш Чарджоу).

## Географска характеристика
Лебапски вилает заема североизточната и източната част на Туркменистан. На североизток граничи с Узбекистан, на юг – с Афганистан, на югозапад – с Марийски вилает и на северозапад – с Ахалски и Дашогузски вилает. В тези си граници заемат площ от 93 730 km² (3-то място по големина в Туркменистан, 19,08% от нейната площ). Дължина от северозапад на югоизток 700 km, ширина от североизток на югозапад до 200 km.
Вилаетът се намира покрай двата бряга на средното течение на река Амударя. Районите, разположени наляво от течението на реката са заети от пустинята Каракум, към която в крайния югозапад се доближава северната периферия на възвишението Карабил. На северозапад, покрай десния бряг на Амударя е разположена южната част на пустинята Къзълкум, която тук носи името пустиня Сундукли. В крайната югоизточна част на вилаета, по границата с Узбекистан се простират западните склонове на хребета Кугитангтау (крайно югозападно разклонение на планинската система Хисаро-Алай) с максимална височина връх Айрибаба 3138 m (37°47′20″ с. ш. 66°33′21″ и. д. / 37.788889° с. ш. 66.555833° и. д.), най-високата точка на Туркменистан.
Климатът е рязко континентален, изключително сух, с горещо лято и умерено студена зима. Средна юлска температура 29,5 °C, средна януарска от -4 до 2 °C. Годишна сума на валежите от 100 mm на север (Град Дарганата) до 160 mm на югоизток (град Керки). Продължителността на вегетационния период (минимална денонощна температура 5 °C) е 203 – 235 денонощия .
Най-голямата река във вилаета е Амударя, водите на която широко се използват за напояване. На около 20 km южно от град Керки от Амударя се отклонява вода по най-големия в света напоителен канал Каракумския (във вилаета се намира неговата горна част). Почвите в пустинята са сиви, солончакови и такировидни, по долината на Амударя – сиви ливадни, алувиално-ливадни и културно-поливни, в планините – светлосиви, планинско-канелени и планинско-ливадни. Обширните пустинни пространства са заети от оскъдна растителност (пясъчна острица, бял саксаул, пясъчна акация, кандим и др.). По долината на Амударя е развита галерийна растителност (топола-туранга, ива, тръстика, солодка и др.). В планините се срещат редки арчови (вид хвойна) гори. пустинята се обитава от антилопа джейран, степна и кадифяна котка, лисица, вълк, чакал, гризачи (пясъчник, лалугер и др.), пници (саксаулна сойка, пустинен кълвач и др.), влечуги (костенурки, гущери, змии) и др., а по долината на Амударя – бухарски елен, дива свиня и др.

## Население
На 1 януари 2005 г. населението на Лебапския вилает е наброявало 1 334 500 души (3-то място по население в Туркменистан, 20,37% от нейното население). Гъстота 14,24 души/km².

## Административно-териториално деление
В административно-териториално отношение Лебапски вилает се поделя на 10 етрапа (района), 15 града, в т.ч. 1 град със самоуправление и 14 града с районно подчинение и 24 селища от градски тип:
- Дарганатински етрап, районен център град Дарган-Ата
- Довлетлийски етрап, р.ц. село Джейхун
- Дяневски етрап (бивш Дейнауски район), р.ц. град Дянев (бивш Дейнау)
- Керкински етрап, р.ц. град Керки
- Кьойтендагски етрап (бивш Чаршангински район), р.ц. град Кьойтендаг (бивш Чаршанга)
- Саятски етрап, р.ц. град Саят
- Фарапски етрап (бивш Фарабски район), р.ц. град Фарап (бивш Фараб)
- Халачски етрап, р.ц. град Халач
- Ходжамбаски етрап, р.ц. град Ходжамбас
- Чарджевски етрап (бивш Чарджоуски район), р.ц. село Чарджев
- Туркменабад (град) (бивш Чарджоу)